# حسن كايا
حسن كايا (بالألمانية: Hasan Kaya)‏ هو لاعب كرة قدم ألماني في مركز الهجوم، ولد في 10 نوفمبر 1995 في هامبورغ في ألمانيا. لعب مع أنقرة غوجو.

## وصلات خارجية
- حسن كايا على موقع اتحاد تركيا (لاعب) (الإنجليزية)
- حسن كايا على موقع قاعدة بيانات كرة القدم.إي يو (الإنجليزية)
- حسن كايا على موقع Soccerway.com (الإنجليزية)
- حسن كايا على موقع عالم كرة القدم.نت (الإنجليزية)